# Territorio Indio (Estados Unidos)
El Territorio Indio (en inglés: Indian territory) o territorios indios (en inglés:Indian territories) fue un terreno ofrecido por el gobierno de Estados Unidos para la reubicación de los nativos estadounidenses que habían tenido sus hogares en esas tierras. En general, las tribus las cedieron al gobierno a cambio de unos territorios que Estados Unidos había adquirido de Napoleón Bonaparte, la compra de la Luisiana. El concepto de un «territorio indio» viene de una política de deportación de los nativos. Después de la guerra civil estadounidense, la política del gobierno se convirtió en una de asimilación cultural.
El término reserva india describe las tierras que el Gobierno británico puso a disposición de los indios entre los montes Apalaches y el río Misisipi en la época anterior a la Guerra de Independencia.
El Territorio Indio se referiría posteriormente a un territorio no organizado cuyas fronteras fueron trazadas inicialmente por la Intercourse Act (Acta de Relaciones) de 1834, y fue el heredero del Territorio de Misuri, tras la proclamación del estado de Misuri. Las fronteras del territorio fueron reduciéndose a medida que el Congreso fue aprobando varias «Actas Orgánicas» para crear nuevos territorios. El Oklahoma Enabling Act creó el estado de Oklahoma a partir del Territorio de Oklahoma y el Territorio Indio, acabando con la existencia de este último.

## Descripción y geografía

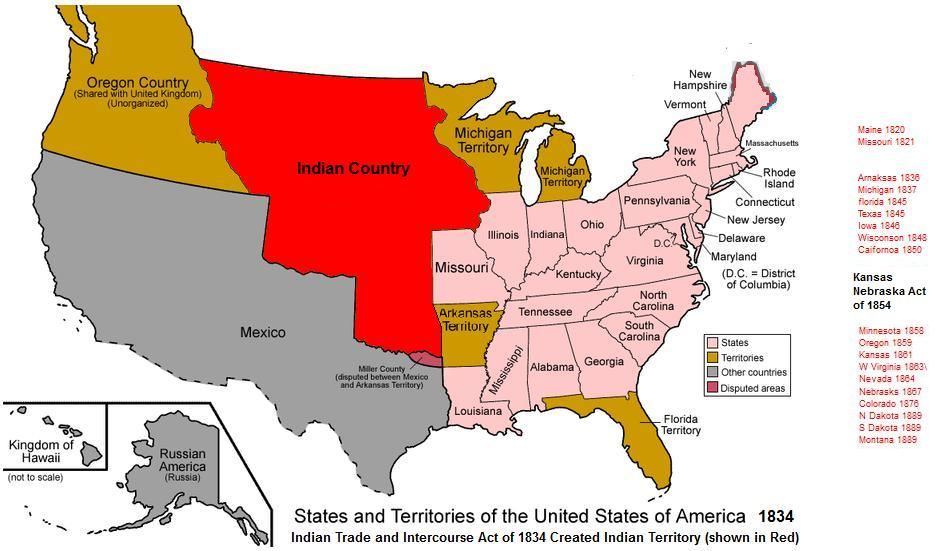
País Indio en 1834 (en rojo).

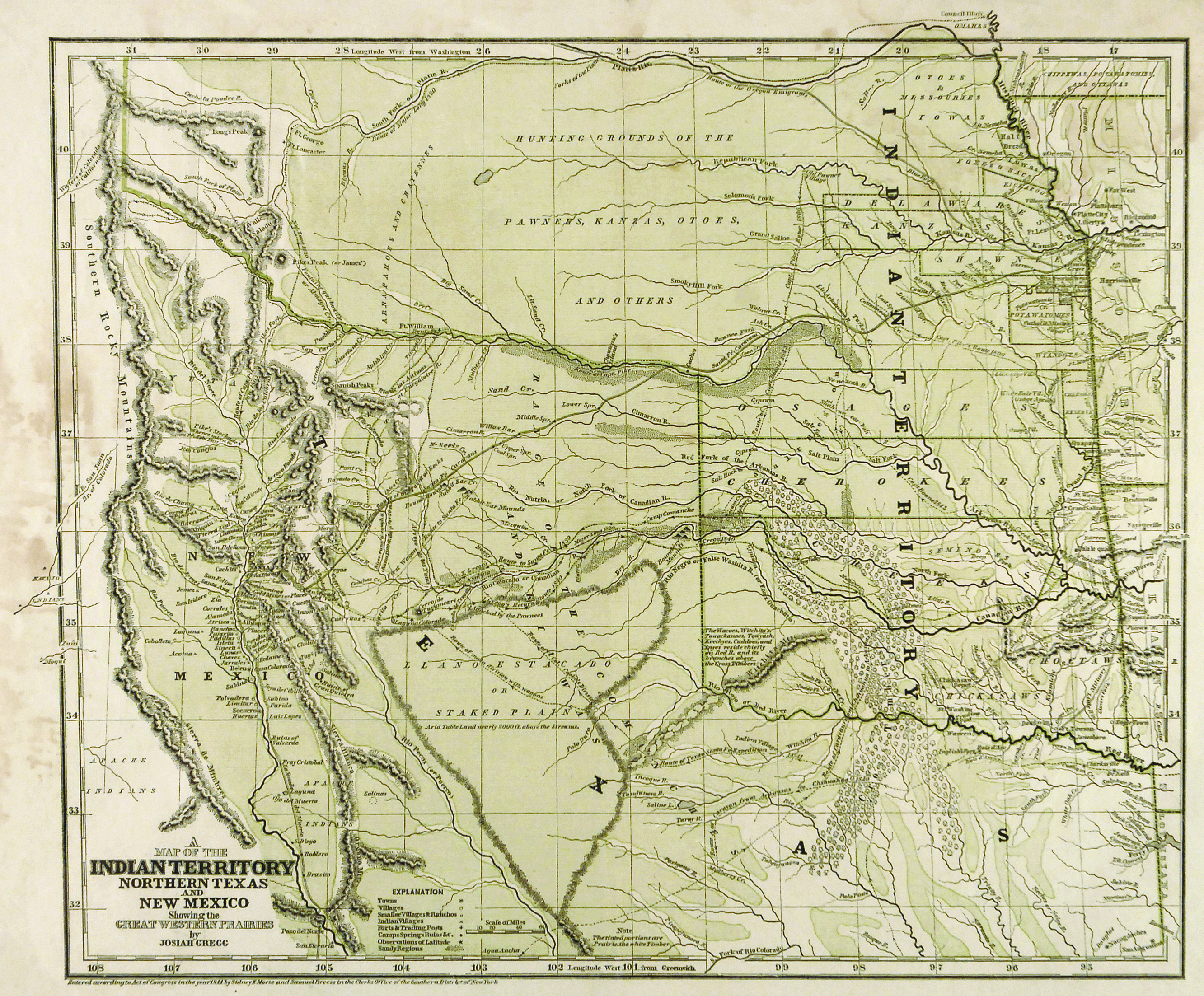
Territorio Indio en 1844.

El Territorio Indígena fue un terreno dentro de Estados Unidos reservado para los nativos estadounidenses, que se habían visto forzados a emigrar de sus tierras. Las fronteras generales fueron dispuestas por la Intercourse Act de 1834. Estaba situado en el Medio Oeste.
A pesar de que el Congreso aprobó diversas actas orgánicas que facilitaron la creación de estados a partir del primigenio «País Indígena», nunca aprobó ninguna acta orgánica para el Territorio Indio. Este no fue nunca un territorio de los Estados Unidos. En general, las tribus no podían vender el territorio a los no-indios. Los tratados con las tribus restringían la entrada de los no-indios a las áreas tribales; las tribus indias eran independientes y tenían su propio gobierno, eran naciones suzeranas, con gobiernos establecidos y una tradición cultural muy bien establecida. Esta región nunca tuvo un gobierno formal hasta después de la Guerra Civil Norteamericana. Debido a esto, la localización geográfica del llamado Territorio Indio no era un territorio tradicional.
Tras la Guerra Civil, la Comisión del Tratado Sureño rehízo los tratados con las tribus que se habían aliado con la Confederación, reduciendo el territorio de las Cinco Tribus Civilizadas, y dándolo para la repoblación de las planicies indias y demás terrenos del Medio Oeste. Estos tratados incluyeron provisiones para una legislatura provisional con una representación proporcional de varias tribus.
Con el tiempo, el Territorio Indio se redujo a lo que hoy es Oklahoma. El Acta Orgánica de 1890 redujo el Territorio Indio al terreno ocupado por las Cinco Tribus Civilizadas y las Tribus de la Agencia India Quapaw (en las fronteras de Kansas y Misuri). La porción occidental restante del Territorio Indio se convirtió en el Territorio de Oklahoma.
El Acta Orgánca de Oklahoma aplicó las leyes de Nebraska al territorio de Oklahoma, y las leyes de Arkansas al todavía no incorporado Territorio Indio.

## Historia
En los tiempos de la Independencia de Estados Unidos, muchas tribus amerindias habían tenido duraderas relaciones con los británicos, pero una relación menos desarrollada con los rebeldes estadounidenses.  Tras la derrota de los británicos, los estadounidenses invadieron dos veces el País de Ohio y fueron vencidos en ambos casos. Finalmente vencieron a una Confederación Amerindia en la batalla de los Árboles Caídos en 1794, imponiendo el desfavorable Tratado de Greenville, que cedía la mayor parte de lo que es ahora Ohio, parte de la actual Indiana, y los sitios contemporáneos de Chicago, Illinois y Detroit, Míchigan a los Estados Unidos.
El Territorio indio sirvió como destino para la política de remoción india, una política llevada a cabo de forma intermitente por presidentes estadounidenses de principios del siglo XIX, pero ejercida agresivamente por el presidente Andrew Jackson después de que se aprobase el Acta de Remoción India de 1830. Las Cinco Tribus Civilizadas en el Sur fueron las tribus desplazadas por esta política más prominentes, un traslado que terminó tomando el nombre de «Sendero de lágrimas». El Sendero terminaba en la actual Arkansas y Oklahoma, donde había ya entonces muchos amerindios viviendo en el territorio, además de blancos y esclavos fugados. Otras tribus, como los delaware, los cheyenne, y los apache fueron también forzados a emigrar al Territorio indio.
Las Cinco Tribus Civilizadas establecieron poblaciones como Tulsa, Ardmore, Tahlequah, Muskogee y otras, que frecuentemente se convirtieron en las ciudades más grandes del estado. También se trajeron a sus esclavos africanos a Oklahoma, que se añadían a la población afrodescendiente.
Con el tiempo, el Territorio indio fue reducido gradualmente a lo que es actualmente Oklahoma; entonces, con la organización del Territorio de Oklahoma en 1890, se convirtió en sólo la mitad este del área. Los ciudadanos del Territorio Indígena intentaron, en 1905, ganar la admisión de la unión como el Estado de Sequoyah, pero fueron desairados por el Congreso y la Administración que no querían dos nuevos Estados al oeste, Sequoyah y Oklahoma. Entonces los ciudadanos se juntaron para intentar conseguir la admisión de un solo estado a la Unión. Con la formación del estado de Oklahoma en noviembre de 1907, se terminó con lo que fue el Territorio Indígena.
Muchos amerindios continúan viviendo en Oklahoma, especialmente en la parte este.

## País indio
Los términos «País indio» (Indian Country en inglés) y «Territorio indio» son a menudo usados indistintamente, aunque este último normalmente tiene un significado más específico, explicado anteriormente — es decir, la región en el Oeste donde los amerindios fueron obligados a trasladarse en el siglo XIX. El «País indio» es una expresión generalmente usada actualmente para describir (individual o colectivamente) la gran cantidad de comunidades amerindias autogobernadas que se pueden encontrar por todo Estados Unidos. Este uso se refleja en muchos sitios, como por ejemplo en el título del periódico amerindio Indian Country Today.
En el sistema legal estadounidense, Indian Country («País indio») es un término legal que describe a las reservas indias americanas y a las tierras protegidas. En el argot de las Fuerzas Armadas de los Estados Unidos de América, «País Indígena» es cualquier área en la que las tropas pueden esperar encontrarse oposición armada, un uso que se hizo popular durante la Guerra de Vietnam, y que en español se ha solido traducir como Territorio comanche.